# Elecciones al Parlamento de Navarra de 1999
Las elecciones al Parlamento de Navarra de 1999 tuvieron lugar el 13 de junio. Con un censo de 461.729 electores, los votantes fueron 305.880 (66,25%) y 155.849 las abstenciones (33,75%). La participación fue la más baja en las elecciones al Parlamento de Navarra que habían tenido lugar en la Comunidad Foral desde 1979.
Las elecciones constituyeron un éxito electoral de Unión del Pueblo Navarro, que duplicó en votos al Partido Socialista de Navarra, el cual mantuvo un electorado fiel tras superar muchos problemas internos. Descenso de Convergencia de Demócratas Navarros, y máximo histórico de la denominada "izquierda abertzale", en periodo de tregua de la banda terrorista ETA con las siglas Euskal Herritarrok (que se presentó con Batzarre y otras listas nacionalistas vascas menores), manteniéndose IUN-NEB.
Fue elegido presidente Miguel Sanz Sesma (UPN) como cabeza de la lista más votada, merced un acuerdo con el PSN.

## Resultados
| ← Elecciones al Parlamento de Navarra de 1999 → |                                                           |                   |         |       |         |      |
| Presidente y gobierno | Partido                                                   | Candidato         | Votos   | %     | Escaños | +/–  |
| - Presidente: Miguel Sanz - Gobierno: UPN - Censo: 461.729 - Votantes: 305.880 (66,2%) - Abstención: 155.849 (33,8%) - Válidos: 303.341 - A candidatura: 296.215 (97,7%) | Unión del Pueblo Navarro (UPN)                            | Miguel Sanz       | 125.497 | 42,37 | 22      | +5   |
| - Presidente: Miguel Sanz - Gobierno: UPN - Censo: 461.729 - Votantes: 305.880 (66,2%) - Abstención: 155.849 (33,8%) - Válidos: 303.341 - A candidatura: 296.215 (97,7%) | Partido Socialista de Navarra (PSN-PSOE)                  | Juan José Lizarbe | 61.531  | 20,77 | 11      | =    |
| - Presidente: Miguel Sanz - Gobierno: UPN - Censo: 461.729 - Votantes: 305.880 (66,2%) - Abstención: 155.849 (33,8%) - Válidos: 303.341 - A candidatura: 296.215 (97,7%) | Euskal Herritarrok (EH)                                   | Pernando Barrena  | 47.271  | 15,96 | 8 a     | +3 b |
| - Presidente: Miguel Sanz - Gobierno: UPN - Censo: 461.729 - Votantes: 305.880 (66,2%) - Abstención: 155.849 (33,8%) - Válidos: 303.341 - A candidatura: 296.215 (97,7%) | Izquierda Unida-Ezker Batua (IU-EB)                       | Félix Taberna     | 20.879  | 7,05  | 3       | –2   |
| - Presidente: Miguel Sanz - Gobierno: UPN - Censo: 461.729 - Votantes: 305.880 (66,2%) - Abstención: 155.849 (33,8%) - Válidos: 303.341 - A candidatura: 296.215 (97,7%) | Convergencia de Demócratas de Navarra (CDN)               | Juan Cruz Alli    | 20.821  | 7,03  | 3       | –7   |
| - Presidente: Miguel Sanz - Gobierno: UPN - Censo: 461.729 - Votantes: 305.880 (66,2%) - Abstención: 155.849 (33,8%) - Válidos: 303.341 - A candidatura: 296.215 (97,7%) | Eusko Alkartasuna/Partido Nacionalista Vasco (EA/EAJ-PNV) | Begoña Errazti    | 16.512  | 5,57  | 3       | +1 c |
| - Presidente: Miguel Sanz - Gobierno: UPN - Censo: 461.729 - Votantes: 305.880 (66,2%) - Abstención: 155.849 (33,8%) - Válidos: 303.341 - A candidatura: 296.215 (97,7%) | Independientes de Navarra (IN)                            |                   | 2.835   | 0,96  | 0       |      |
| - Presidente: Miguel Sanz - Gobierno: UPN - Censo: 461.729 - Votantes: 305.880 (66,2%) - Abstención: 155.849 (33,8%) - Válidos: 303.341 - A candidatura: 296.215 (97,7%) | Partido Carlista (EKA)                                    |                   | 869     | 0,29  | 0       |      |
| - Presidente: Miguel Sanz - Gobierno: UPN - Censo: 461.729 - Votantes: 305.880 (66,2%) - Abstención: 155.849 (33,8%) - Válidos: 303.341 - A candidatura: 296.215 (97,7%) | Nulos                                                     | N/A               | 2.539   | 0,55  | N/A     | N/A  |
| - Presidente: Miguel Sanz - Gobierno: UPN - Censo: 461.729 - Votantes: 305.880 (66,2%) - Abstención: 155.849 (33,8%) - Válidos: 303.341 - A candidatura: 296.215 (97,7%) | En blanco                                                 | N/A               | 7.126   | 2,3   | N/A     | N/A  |

a De ellos, 7 de Herri Batasuna y 1 de Batzarre.

b Respecto a Herri Batasuna en 1995.

c Respecto a EA en 1995, ya que PNV no obtuvo representación.